# María Franciska Dapena Rico
María Franciska Dapena Rico (Barruelo de Santullán (Palencia), 16 de marzo de 1924–Bilbao,19 de marzo de 1995) fue una pintora española. 

## Biografía
En 1936 se trasladó a vivir a Valmaseda y fue allí donde se inició en el arte con Rodet Villa y continuó en la Asociación Artística Vizcaína y en las tertulias artísticas y antifranquistas que se celebraban en Bilbao. En 1949, se casó con Gonzalo Villate y se trasladaron a vivir al barrio de Buenavista en Portugalete. A partir de entonces su casa se convirtió en lugar de reuniones antifranquistas. Allí se citaban Agustín Ibarrola y su hermano, Blas de Otero, Gabriel Celaya, Jiménez Pericás, en ocasiones Gabriel Aresti entre otros muchos.
Pinta al óleo temáticas que retrataban el mundo obrero, de trabajo, el de los hogares y también el de la familia. Colaboró en actividades antifranquistas junto a su marido Gonzalo e, imbuida de una profunda conciencia social, decidió realizar, junto a Ismael Fidalgo y Agustín Ibarrola, exposiciones itinerantes por los pueblos de Vizcaya, con el objetivo de acercar el arte al pueblo.
Poco después creó, junto a Agustín Ibarrola y Dionisio Blanco, Estampa Popular de Vizcaya. Aquí, a través del grabado, creó obras de gran dureza temática, impactantes, políticamente comprometidas y con una alta carga social. Retrataba obreros, mineros, pescadores, mujeres trabajadoras.
Pero su acentuada lucha antifranquista la llevó en 1962 a la cárcel al igual que a su marido, tan comprometido como ella, y a otros artistas e intelectuales de la época. Estuvo encarcelada dos años, época que relató en su libro ¡Sr. Juez!. Apoyó a las personas que luchaban contra Franco y que querían destacar en el arte.

## Exposiciones

### Individuales
- Mari Dapena. El compromiso de una artista[10]
- Mari Dapena. Entre líneas[11]